# سام كير
سامانثا ماي كير (ولدت 10 سبتمبر 1993)، لاعبة كرة قدم أسترالية محترفة تلعب كمهاجم لنادي تشيلسي للسيدات في الدوري الإنجليزي الممتاز للسيدات ولمنتخب أستراليا لكرة القدم للسيدات وهي قائد للفريق منذ عام 2019.
اعتبارًا من عام 2022 كير هي الهداف الأسترالي الدولي الرائد على الإطلاق، والهداف الأول على الإطلاق في الدوري الوطني لكرة القدم للسيدات (NWSL) في الولايات المتحدة برصيد 43 هدف. وهي لاعبة كرة القدم الوحيدة التي فازت بالحذاء الذهبي في ثلاث بطولات دوري مختلفة وثلاث قارات مختلفة - الدوري الأسترالي للسيدات عامي 2017-18 و 2018-19 ، الدوري الوطني لكرة القدم للسيدات (أمريكا الشمالية) في الأعوام 2017، 2018، و2019 والدوري الإنجليزي الممتاز للسيدات في 2020-21 و 2021-2022.
لعبت سابقا في ناديي سيدني وبيرث غلوري في الدوري الأسترالي، وكذلك في ويسترن نيويورك فلاش وسكاي بلو في الدوري الأمريكي. توجت بجائزة أفضل لاعبة آسيوية لعام 2017، وذلك في حفل توزيع الجوائز السنوي الذي أقيم في العاصمة التايلاندية بانكوك.